# Хамза аль-Гамди
Хамза Салих Ахмад аль-Хамид аль-Гамди (араб. حمزة الغامدي‎; 18 ноября 1980 Эль-Баха, Саудовская Аравия — 11 сентября 2001, Нью-Йорк, штат Нью-Йорк, США) — террорист-смертник и авиаугонщик саудовского происхождения, связанный с Аль-Каидой. Один из 19 смертников, осуществивших теракты 11 сентября 2001 года. Один из пятерых угонщиков, захвативших самолёт Boeing 767-222 рейса United Airlines 175, врезавшийся в Южную башню Всемирного Торгового Центра.

## Биография

Хамза аль-Гамди

Хамза аль-Гамди родился в Саудовской Аравии, оставил семью, чтобы воевать в Чечне, и, вероятно, далее перебрался в тренировочные лагеря «Аль-Каиды» в Афганистане, где его выбрали для участия в терактах.
По некоторым данным, аль-Гамди покинул свой дом, чтобы воевать в Чечне против русских в начале 2000 года (по другим данным, он уехал в январе 2001 года) Он несколько раз звонил домой до конца 2001 года, говоря, что находится в Чечне.
Известный как Джулайбиб во время подготовки, аль-Гамди в конце 2000 года отправился в ОАЭ, где приобрёл дорожные чеки, предположительно оплаченные Мустафой аль-Хаусави. Пять других угонщиков также проезжали через ОАЭ и приобретали дорожные чеки, в том числе Маджед Мокид, Саид аль-Гамди, Ваиль аш-Шехри, Ахмед аль-Хазнави и Ахмед аль-Нами.

### США
По данным директора ФБР Роберта Мюллера и Комиссии 9/11, аль-Гамди впервые въехал в США только 28 мая лондонским рейсом вместе с Мохандом аль-Шехри и Ахмедом аль-Нами.
Аль-Гамди приобрёл билет на рейс 175 29 августа, используя свою карту Visa. ФБР также утверждало, что он также приобрёл электронный билет на 7950 рейс, из Лос-Анджелеса в Сан-Франциско, хотя в нём не указана предполагаемая дата полёта.
30 августа Хамза аль-Гамди купил своему брату Ахмеду аль-Гамди идентичный билет на рейс 175 и купил каждому из них билеты в один конец на рейс AirTran 7 сентября из Форт-Лодердейла в Бостон.
Хамза и Ахмед аль-Гамди остановились в отеле Charles в штате Массачусетс. 8 сентября они выехали из отеля и поселились в гостинице Days Inn в Брайтоне, Бостон, Массачусетс, где оставались вплоть до терактов.

### Теракты
Утром 11 сентября 2001 года Хамза аль-Гамди вышел из отеля вместе со своим братом. На такси они доехали до международного аэропорта Логан, где сели на борт рейса 175. Братья оттеснили пассажиров и членов экипажа в заднюю часть самолёта, а Файез Банихаммад и аль-Шехри убили пилотов Виктора Сарачини и Майкла Хоррокса, позволив Марвану аль-Шеххи взять управление самолётом в свои руки. В 9:03 самолёт врезался в Южную башню ВТЦ. Все находившиеся на борту пассажиры, экипаж и угонщики погибли.